# ژو شیائولان
ژو شیائولان (چینی: 周曉蘭؛ زادهٔ ۹ اکتبر ۱۹۵۷) بازیکن والیبال اهل چین است.
وی در مسابقات کشوری و بین‌المللی در مجموع برندهٔ ۳ مدال طلا شده‌است.